# Eriphus prolixus
Eriphus prolixus är en skalbaggsart som beskrevs av Bates 1872. Eriphus prolixus ingår i släktet Eriphus och familjen långhorningar.
Artens utbredningsområde är Nicaragua. Inga underarter finns listade i Catalogue of Life.